# The Diary of a Puppy
The Diary of a Puppy è un cortometraggio muto del 1917 diretto da J. Stuart Blackton.

## Produzione
Il film fu prodotto dalla Vitagraph Company of America.

## Distribuzione
Il film - un cortometraggio in una bobina - uscì nelle sale cinematografiche statunitensi il 23 dicembre 1917.